# Обработка на данни
Обработката на данните (на английски: data processing) е термин от информатиката, с който се означава „събирането и манипулирането на записи с данни с цел произвеждането от тях на смислена информация“.
Обработката на данни може да включва в себе си различни действия с данните:
- Валидиране – осигуряване че наличните данни са коректни и качествени.
- Сортиране – организиране на записите с данни в някаква поредност.
- Класификация – разделяне на данните в различни категории по различни признаци.
- Резюмиране на данни – редуциране на подробностите в данните до най-същественото в тях.
- Агрегиране – комбиниране на данни от множество различни източници.
- Анализ – събирането, организирането, статистическия анализ, интерпретирането и представянето на данни.
- Докладване – представяне в детайлен или резюмиран вид на данните или извлечената (изчислена) от тях информация, както и визуализацията им.

Въпреки че терминът е лансиран и започва да се ползва през 50-те години на 20 век, като понятие обработката на данни съществува от хилядолетия.